# Novembre 1764
Le mois de novembre 1764 est le 11e mois de l'année 1764.

## Événements
- 6 novembre : bataille de Buxar

## Naissances
- 1er novembre
  - Guillaume O'Meara (mort le 11 janvier 1828), général français de la Révolution et de l’Empire
  - Pierre Antoine Paul Delafenestre, personnalité politique française
  - Stephen Van Rensselaer (mort le 26 janvier 1839), militaire américain
- 2 novembre : Benedetto Cappelletti (mort le 15 mai 1834), prélat catholique
- 4 novembre : Jean Pierre Esprit Fornier de Savignac (mort le 7 septembre 1837), homme politique français
- 5 novembre : Pieter Nieuwland (mort le 14 novembre 1794), chimiste, mathématicien et poète néerlandais
- 6 novembre
  - Jacques Zacharie Destaing (mort le 5 mai 1802), général de division de la Révolution française
  - Pierre-René-Léonard Delaunay (mort le 5 février 1829), personnalité politique française
  - Robert Heron (mort le 13 avril 1807), historien britannique
  - Victor François de Montchenu (mort le 12 janvier 1849), général français
- 7 novembre : Jean-Pierre Bissardon (mort le 23 septembre 1816), personnalité politique française
- 9 novembre
  - François de Pange (mort le 15 juillet 1796), homme de Lettres, journaliste libéral sous la Révolution française
  - Théodore Désorgues (mort le 5 juin 1808), poète français révolutionnaire
- 10 novembre : Andrés Manuel del Río (mort le 23 mars 1849), chimiste et géologue hispano-mexicain
- 11 novembre
  - Alexandre Claude Martin Lebaillif (mort en 1831), scientifique français
  - Jacques Henri Esnard (mort le 19 avril 1842), général français de la Révolution et de l’Empire
  - Louis Jacques Luc Majou (mort le 25 février 1832), personnalité politique française
- 12 novembre
  - Constantin-Guy Le Gonidec de Penlan (mort le 4 mars 1855), personnalité politique française
  - Louis-Victor Simon (mort le 26 avril 1820), violoniste et compositeur français
- 13 novembre : Hyacinthe du Botderu (mort le 6 juin 1834), homme politique français
- 16 novembre : François Thirion (mort le 3 janvier 1837), général français de la Révolution et de l’Empire
- 17 novembre
  - Louis-Gustave Doulcet de Pontécoulant (mort le 3 avril 1853), personnalité politique française
  - Pierre Rezeau (mort le 29 mars 1813), officier royaliste de la guerre de Vendée
- 18 novembre : François-Joseph Lecat (mort le 30 janvier 1842), général français de la Révolution et de l’Empire
- 19 novembre : Antoine Darnay (mort le 24 mars 1837), secrétaire général de la Direction des Postes en France
- 20 novembre : Jean-Marie Saillour (mort le 4 mars 1835), personnalité politique française
- 22 novembre
  - Barbara Juliane von Krüdener (morte le 13 décembre 1824), femme de lettres allemande de la Baltique, sujette de l'Empire russe et d’expression française
  - Guillaume Michel de La Bachellerie, personnalité politique française
- 23 novembre
  - Anselme de Peellaert (mort le 14 janvier 1817), personnalité politique française
  - Gustave Hugo (mort le 15 septembre 1844), juriste allemand
  - Henry Catherine Brenet (mort le 3 mai 1824), homme politique français
- 28 novembre
  - François Thézan de Biran, homme politique français
  - Nicolas, Christophe Gehin (mort le 26 mai 1825), personnalité politique française

## Décès
- 1er novembre
  - Semion Tcheliouskine (né en 1700), explorateur polaire et un officier de marine russe
  - Tokugawa Muneharu (né le 22 novembre 1696), daimyo
- 4 novembre
  - Charles Churchill (né en février 1731), poète britannique
- 8 novembre : Jean-Baptiste-Joseph de Fontanges (né en 1718), évêque de Lavaur
- 9 novembre : Peter Wesseling (né le 7 janvier 1692), philologue allemand (1692-1764)
- 20 novembre : Christian Goldbach (né le 18 mars 1690), mathématicien allemand
- 22 novembre : Ōkubo Tadaoki (né le 24 janvier 1715), daimyo